# 鈴木駿
鈴木 駿（すずき しゅん、1993年9月28日 - ）は、日本の俳優。舞夢プロ・名古屋所属。

## 出演

### テレビドラマ
- ドラマ30 キッズ・ウォー3（CBC、2001年7月30日 - 9月28日）風間和也 役
- 子連れ狼 第2部（テレビ朝日、2003年）いじめっ子 役
- ドラマ30 新キッズ・ウォー（CBC、2005年8月1日 - 9月30日）野口哲夫 役
- ドラマ30 こどもの事情（CBC、2007年7月2日 - 8月31日）川端祐介 役

### バラエティ
- 綾戸智絵のぶっとび人生SP（CTV）

### 映画
- 早咲きの花（シネボイス、2006年）植松真治 役

### CM
- エンチョー
- まろやか薬用トリートメント
- 中部電力
- 鈴鹿サーキット

### ビデオ
- トヨタファイナンス
- Human Gurad
- 中日本氷糖
- 中日新聞
- トヨタ自動車
- 松下電器産業（現 パナソニック）
- サークルK
- 愛知県美術館
- 志摩スペイン村
- 愛知県献血センター

### モデル
- パルコ キッズ ファッションショー

### 舞台
- 虹の橋（御園座）吉宗（少年期） 役

### ラジオドラマ
- もう いいかい（FMシアター）とおる 役
- フリオのために（FMシアター）光彦 役